# David Coverdale
David Coverdale (sinh ngày 22 tháng 9 năm 1951) là một ca sĩ nhạc rock người Anh nổi tiếng với ban nhạc Whitesnake, một ban nhạc hard rock do ông thành lập năm 1978  đã đạt được thành công đa bạch kim vào năm 1987 với album Whitesnake của họ. Trước Whitesnake, Coverdale là ca sĩ chính của Deep Purple từ năm 1973 đến 1976, sau đó ông bắt đầu sự nghiệp solo. Một sự hợp tác với Jimmy Page đã dẫn đến một album năm 1993 được chứng nhận Bạch kim. Năm 2016, Coverdale được giới thiệu vào Đại sảnh Danh vọng Rock and Roll với tư cách là thành viên của Deep Purple, và ông có phát biểu cảm tưởng của ban nhạc. Coverdale được biết đến đặc biệt với giọng hát nhuốm màu sắc nhạc blue mạnh mẽ.

## Tuổi thơ
Coverdale sinh ngày 22 tháng 9 năm 1951, tại Saltburn-by-the-Sea, North Riding of Yorkshire, con trai của Thomas Joseph Coverdale và Winnifred May (Roberts) Coverdale. Khoảng năm 14 tuổi, anh bắt đầu biểu diễn chuyên nghiệp và phát triển giọng hát của mình."Tôi không nghĩ giọng nói của mình bị hỏng", anh giải thích với tạp chí Sounds năm 1974."Và đó là khi tôi mới học hát bằng bụng, nghe có vẻ ngớ ngẩn, nhưng nó hoàn toàn khác với giọng nói bình thường."Coverdale bắt đầu biểu diễn với các ban nhạc địa phương Vintage 67 (1966-68), The Government (1968-72) và Anh em Fabulosa (1972-73).